# Tots els camins duen a Roma
Tots els camins duen a Roma és un llibre de memòries publicat per Agustí Calvet, més conegut com a Gaziel, l'any 1958. L'obra es considera una de les una de les peces cabdals del memorialisme en català.
Després de la seva estada a l'exili durant la guerra civil, Gaziel va tornar a Catalunya el 1940. Va veure com la seva carrera periodística quedava interrompuda definitivament. Aleshores, va orientar-se cap a la literatura, escrivint obres de memòries i viatges en català, les quals van ser molt ben valorades. Una de les seves obres més conegudes és aquesta, que va ser publicada en dues parts amb el títol Història d’un destí (1893-1914). El llibre cobreix el marc temporal que va des dels sis anys de l'autor i que acaba quan comença la Gran Guerra, en el moment que aquest comença a firmar amb pseudònim. El mateix Gaziel, en l'edició de 1959 explica que va escriure aquest llibre perquè, en el moment vital en què es trobava (72 anys), volia consagrar totalment les seves darreres forces a les tres realitats superiors: "la nostra terra, la nostra gent, la nostra parla". El 2014 edicions Proa va recuperar l'obra, publicant-la en un únic volum, amb motiu dels 50è aniversari de la seva mort.

## Sinopsi
Poc després de tornar de l'exili, Agustí Calvet, 'Gaziel', va escriure unes memòries avui considerades un punt de referència literari i històric. L'obra recrea un temps ja perdut, el món que s'acaba amb la Gran Guerra, la Primera Guerra Mundial, el 1914. L'obra comença amb la bomba del Liceu, repassa els fets de la guerra de Cuba, explica la seva experiència amb els jesuïtes del carrer Casp, analitza el massiu enterrament de Verdaguer com un fenomen popular únic, el creixement de la ciutat, els seus estudis universitaris i la vocació de periodista, la fugida a París, un viatge per Andalusia i el nord d'Àfrica, la dissecció del Madrid de l'època, el testimoni de la Setmana Tràgica, una aventura amorosa a París i finalment l'esclat de la Guerra Gran, quan Gaziel tenia 27 anys. L'obra, amena i amb apunts humorístics, acumula idees i reflexions sobre la condició humana, sotmesa al destí, que la transformen en una autobiografia moral.
| «                              | Gaziel escriu tan bé que, quan hi ets, ni t’adones que escriu tan bé. Vull dir que, llegint-lo, no quedes mai pres de l'admiració per l'escaiença d'un afilerament adjectival o per la conveniència de la tria dels substantius en una frase. | » |
| — Jordi Llavina, La Vanguardia | |   |

## Temes
L'obra és un conjunt de reflexions sobre la condició humana i la seva relació amb la força del destí. Contempla l'evolució de la moral de l'autor.

## Estil
L'obra fa servir un registre estàndard amb alguns cultismes. També fa servir termes d'ús local, de Sant Feliu de Guíxols, com empassegar, estintolar o canyó (en el sentit de coll), adaptant el registre als personatges de l'obra.